# Matthew Raper
Matthew Raper (1705 - 1778), was een Brits astronoom, wiskundige en wetenschapper op andere terreinen.
In 1754 werd hem het lidmaatschap van de Royal Society, de Britse academie van wetenschappen, verleend. In 1771 ontving Raper de Copley Medal, de wetenschapsprijs van dat instituut, voor een onderzoek naar de waarde van Oud-Griekse en Romeinse munten. Hij publiceerde hierover Inquiry into the Value of the ancient Greek and Roman Money in Philosophical Transactions, het tijdschrift van de Royal Society.
Enkele andere werken van Raper zijn: An Enquiry into the Measure of the Roman Foot (1760) en Observations on the Moon's Eclipse, March 17, and the Sun's Eclipse, April 1, 1764.
- International Standard Name Identifier: 0000 0000 8423 1172
- Library of Congress Control Number: nr91023271
- SNAC: w6kf1w32
- Virtual International Authority File: 7246588
- WorldCat: E39PBJf4hdBhKDyXrMTrqBHXBP